# Dariusz Trafas
Dariusz Trafas (ur. 16 maja 1972 w Kołobrzegu) – polski lekkoatleta, specjalizujący się w rzucie oszczepem. Olimpijczyk z Sydney 2000, rekordzista Polski w rzucie oszczepem (do roku 2018, rekord Polski poprawiał 6-krotnie), medalista mistrzostw Polski we wszystkich kategoriach wiekowych od juniora młodszego po seniora, łącznie 19 razy stawał na podium Mistrzostw Polski (w każdym roku swojej kariery).
Wychowanek Sztormu Kołobrzeg. Jego pierwszym trenerem był Michał Barta, później trenował między innymi pod okiem Uwe Hohna, rekordzisty świata w starym typie oszczepu. Absolwent kołobrzeskiego Zespół Szkół Ogólnokształcących im. Mikołaja Kopernika. Wywodzi się z tzw. „kołobrzeskiej szkoły rzutu oszczepem”, której twórcą był trener Michał Barta, a kontynuatorem jest były wychowanek tej szkoły Mirosław Szybowski. Dariusz Trafas studiował w Akademii Ekonomicznej w Poznaniu oraz na University of Florida w Gainesville (1992–1995).

## Życiorys
Pierwsze sukcesy zaczął odnosić pod trenerskim okiem twórcy kołobrzeskiej szkoły oszczepu Michała Barty, podczas nauki w I Liceum Ogólnokształcącym w rodzinnym Kołobrzegu. W roku 1988 zdobył brązowy medal Spartakiady Młodzieży w Pile uzyskując wynik 59,88 m. Rok później w Kielcach wygrał zawody tej samej rangi rzutem na odległość 64,96 m. Także w 1989 pobił rekord Polski siedemnastolatków – 69,12 m. Największy sukces odniósł w roku 1990, zdobywając w bułgarskim mieście Płowdiw tytuł wicemistrza świata juniorów – jego medal był jedynym wywalczonym na tej imprezie przez reprezentantów Polski. Także w 1990 zdobył ponownie złoto Spartakiady Młodzieży – na stadionie w Stargardzie Szczecińskim rzucił 75 m, co było nowym rekordem Polski juniorów. Tego samego roku w wypadku stracił palec wskazujący ręki rzucającej, co postawiło pod znakiem zapytanie dalszy rozwój kariery. W roku 1991 został jednak wicemistrzem Polski juniorów (Zabrze, wynik: 71,46) i zajął szóste miejsce w mistrzostwach Europy juniorów w greckich Salonikach (rzucił 72,06 m) – uplasował się wówczas tuż za innym Polakiem Tomaszem Damszelem.
W latach 1991–1992 studiował ekonomię w Poznaniu, a następnie kształcił się na University of Florida w Gainesville USA (92-95 Bachelor of Science in Business Admin.) Podczas studiów w USA trzykrotnie staje na podium akademickich mistrzostw USA (NCAA Championships 1993, 94, 95), zdobywając dla swojej uczelni dwa srebrne i jeden brązowy medal. Zwycięża też trzykrotnie mistrzostwa konferencji SEC.
Po zakończeniu studiów rozpoczyna współpracę z trenerem Uwe Hohnem (rekordzistą świata w starym typie oszczepu 104.80 m). Współpraca owocuje progresję wyników i udziałem w Igrzyskach Olimpijskich.
W 1998 wystąpił w mistrzostwach Europy w Budapeszcie (11. miejsce), a rok później w mistrzostwach świata w Sewilli, gdzie nie udało mu się awansować do rozgrywki finałowej.
W 2000 uzyskał minimum i wziął udział w igrzyska olimpijskie w Sydney. Podczas pobytu w Australii,17 września biorąc udział w zawodach w Gold Coast na kilka dni przed konkursem olimpijskim uzyskał wynik 87,17 m., bijąc rekord życiowy. Wynik ten był także nowym rekordem Polski, jednak nie został uznany za takowy przez Polski Związek Lekkiej Atletyki. Trafas uzyskał go bowiem w zawodach, w których brał udział tylko jeden przeciwnik. Aby wynik mógł być uznany za oficjalny, w zawodach, w których padnie, musi brać udział co najmniej trzech uczestników. Kilka dni po tych zawodach zajął dziesiąte miejsce w finałowym konkursie igrzysk olimpijskich – był to pierwszy po 20 latach występ polskiego oszczepnika w zawodach olimpijskich oraz pierwszy po 24 latach występ polskiego zawodnika w finale igrzysk olimpijskich.
W 2001 roku poprawił własny rekord Polski (Oslo 85.77) i startował ponownie w Mistrzostwach Świata w Edmonton.  Nie zakwalifikował się jednak do finału. Rok później zajął siódme miejsce w rozgrywanych w Monachium mistrzostwach Europy. W rankingu IAAF za 2002 r. zajął dziesiąte miejsce, w rankingu pisma Track and Field News był dziesiąty w 2000 i ósmy w 2002.
W ciągu swojej kariery startował także w pięciu meczach międzypaństwowych odnosząc w nich jedno zwycięstwo. Uczestniczył w World Athletics Tour, startując w najbardziej prestiżowych mityngach lekkoatletycznych na świecie, np. w cyklu Golden League. Od 1988 do 2006 rokrocznie zajmował miejsce na podium mistrzostw Polski. Był kapitanem reprezentacji Polski w czasie pucharu Europy w Lillehammer, gdzie zwyciężył.
Zakończył karierę zdobywając swój ostatni złoty medal Mistrzostw Polski w roku 2006 w Bydgoszczy.
Do 21 lipca 2017 rekordzista Polski – 86,77 (16 czerwca 2002, Warszawa).
Żonaty, ma syna Jana i córkę Antoninę. Jego młodszy brat Krystian także uprawiał rzut oszczepem.

## Osiągnięcia
| Nazwa zawodów               | Miejsce   | Rok  | Pozycja               | Wynik |
| --------------------------- | --------- | ---- | --------------------- | ----- |
| Zawody przyjaźni            | Pjongjang | 1989 | 3. miejsce            | 68,90 |
| Mistrzostwa świata juniorów | Płowdiw   | 1990 | 2. miejsce            | 72,76 |
| Zawody przyjaźni            | Briańsk   | 1990 | 1. miejsce            | 68,94 |
| Mistrzostwa Europy juniorów | Saloniki  | 1991 | 6. miejsce            | 72,06 |
| Mistrzostwa Europy          | Budapeszt | 1998 | 11. miejsce           | 79,77 |
| Mistrzostwa świata          | Sewilla   | 1999 | odpadł w eliminacjach | 78,43 |
| Igrzyska Olimpijskie        | Sydney    | 2000 | 10. miejsce           | 82,30 |
| Mistrzostwa świata          | Edmonton  | 2001 | odpadł w eliminacjach | 80,06 |
| Finał Grand Prix IAAF       | Melbourne | 2001 | 7. miejsce            | 81,38 |
| Mistrzostwa Europy          | Monachium | 2002 | 7. miejsce            | 80,37 |
| Puchar Europy               | Florencja | 2003 | 3. miejsce            | 79,36 |

## 20 najlepszych rezultatów
| Wynik | Miejsce        | Data             |
| ----- | -------------- | ---------------- |
| 87,17 | Gold Coast     | 17 września 2000 |
| 86,77 | Warszawa       | 16 czerwca 2002  |
| 85,78 | Oslo           | 13 lipca 2001    |
| 85,16 | Oslo           | 28 czerwca 2002  |
| 83,98 | Sydney         | 22 września 2000 |
| 83,40 | Sopot          | 30 sierpnia 2000 |
| 83,29 | Siedlce        | 29 lipca 2000    |
| 83,28 | Sopot          | 8 sierpnia 1999  |
| 83,13 | Biała Podlaska | 25 maja 2002     |
| 83,03 | Bydgoszcz      | 15 lipca 2000    |
| 82,94 | Kassel         | 14 czerwca 2002  |
| 82,76 | Halle          | 27 maja 2000     |
| 82,76 | Poznań         | 17 czerwca 2000  |
| 82,61 | Gengenbach     | 26 sierpnia 2000 |
| 82,54 | Chociebuż      | 1 czerwca 2002   |
| 82,46 | Białogard      | 31 lipca 1999    |
| 82,30 | Sydney         | 23 września 2000 |
| 82,13 | Gateshead      | 22 lipca 2001    |
| 82,10 | Paryż          | 6 lipca 2001     |
| 82,09 | Rehling        | 20 maja 2002     |

## Progresja wyników w poszczególnych sezonach
| Rok  | Wynik | Data        | Miejsce              |
| ---- | ----- | ----------- | -------------------- |
| 1990 | 75,00 | 22 lipca    | Stargard Szczeciński |
| 1991 | 70,64 | 9 czerwca   | Warszawa             |
| 1992 | 76,38 | 15 maja     | Poznań               |
| 1993 | 77,38 | 16 maja     | Knoxville            |
| 1994 | 78,66 | 3 czerwca   | Boise                |
| 1995 | 76,70 | 15 kwietnia | Walnut               |
| 1996 | 78,06 | 3 czerwca   | Piła                 |
| 1997 | 77,46 | 23 sierpnia | Königs Wusterhausen  |
| 1998 | 81,90 | 19 września | Bad Köstritz         |
| 1999 | 83,23 | 8 sierpnia  | Sopot                |
| 2000 | 87,17 | 17 września | Gold Coast           |
| 2001 | 85,78 | 13 lipca    | Oslo                 |
| 2002 | 86,77 | 16 czerwca  | Warszawa             |
| 2003 | 81,98 | 5 lipca     | Bielsko-Biała        |
| 2004 | 80,78 | 10 lipca    | Gdańsk               |
| 2005 | 77,55 | 25 czerwca  | Biała Podlaska       |
| 2006 | 77,57 | 22 lipca    | Bydgoszcz            |

## Miejsca w dziesiątkach światowych
| Rok  | Pozycja    | Wynik |
| ---- | ---------- | ----- |
| 2000 | 7. miejsce | 87,17 |
| 2002 | 7. miejsce | 86,77 |